# Skigebiet Biały Jar
Das Skigebiet Biały Jar liegt auf den Nordhängen der Schneekoppe in dem polnischen Gebirgszug des Riesengebirges auf dem Gemeindegebiet von Karpacz im Powiat Jeleniogórski in der Woiwodschaft Niederschlesien. Es befindet sich teilweise auf dem Gebiet des Riesengebirge-Nationalparks in der Nähe der Woiwodschaftsstraße 366. Das Skigebiet wird von dem Unternehmen Winterpol Sp. z o.o. betrieben.

## Lage
Das Skigebiet befindet sich auf einer Höhe von 715 bis 790 Metern. Der Höhenunterschied der Pisten beträgt etwa 75 Meter. Es gibt zwei rote (schwierige), eine blaue und eine grüne Piste. Die Gesamtlänge der Pisten umfasst etwa 2,55 Kilometer. Die längste Piste ist etwa 1,1 Kilometer lang.
Etwa 250 Meter Luftlinie entfernt schließt oberhalb das etwas größere Skigebiet Kopa an.

## Beschreibung

### Skilifte
Im Skigebiet gibt es einen Sessellift und einen Tellerlift. Insgesamt können bis zu 3200  Personen pro Stunde befördert werden.
Die Skilifte führen von Karpacz auf den Nordhang des Riesengebirges.
| Name           | Art        | Hersteller                  | Breite Personen | Länge (m) | Zeit (min) | Höhenunterschied (m) | Personen pro Stunde | Obere Station | Obere Station | Untere Station | Untere Station | Vmax (m/s) |
| Name           | Art        | Hersteller                  | Breite Personen | Länge (m) | Zeit (min) | Höhenunterschied (m) | Personen pro Stunde | Ort           | Höhe (m üNN)  | Ort            | Höhe (m üNN)   | Vmax (m/s) |
| -------------- | ---------- | --------------------------- | --------------- | --------- | ---------- | -------------------- | ------------------- | ------------- | ------------- | -------------- | -------------- | ---------- |
| Kopa           | Sessellift | Doppelmayr/Garaventa-Gruppe | 6               | 579       | 2,32       | 75                   | 3200                | Obere Station | 790           | Untere Station | 715            |            |
| Magiczny Dywan | Tellerlift |                             | 1               | 50        |            |                      |                     | Obere Station |               | Untere Station |                |            |

### Skipisten
Von den Bergen führen acht Skipisten ins Tal.
| Name | Schwierigkeit | Start | Start        | Ziel | Ziel         | Länge (m) | Höhenunterschied (m) | Neigung (%) | Licht | Kunstschnee | FIS    | FIS | Anmerkungen |
| Name | Schwierigkeit | Name  | Höhe (m üNN) | Name | Höhe (m üNN) | Länge (m) | Höhenunterschied (m) | Neigung (%) | Licht | Kunstschnee | Nummer | bis | Anmerkungen |
| ---- | ------------- | ----- | ------------ | ---- | ------------ | --------- | -------------------- | ----------- | ----- | ----------- | ------ | --- | ----------- |
|      | Rot           |       |              |      |              | 650       | 75                   | 13          |       |             |        |     |             |
|      | Rot           |       |              |      |              | 800       |                      | 9           |       |             |        |     |             |
|      | Blau          |       |              |      |              | 1100      |                      | 7           |       |             |        |     |             |
|      | Grün          |       |              |      |              |           |                      |             |       |             |        |     |             |

## Infrastruktur
Das Skigebiet liegt unmittelbar im Zentrum von Karpacz und ist mit dem Pkw erreichbar. An der unteren Station gibt es Parkplätze und mehrere Restaurants.